# ریچارد رودولف
ریچارد رودولف (انگلیسی: Richard Rudolph؛ زادهٔ ۲۷ اکتبر ۱۹۴۶) آهنگساز، ترانه‌پرداز، بازیگر تلویزیون، تهیه‌کننده موسیقی و موسیقی‌دان اهل ایالات متحده آمریکا است. وی از سال ۱۹۶۶ میلادی تاکنون مشغول فعالیت بوده است.